# Noûs
Noûs ist eine Fachzeitschrift für Philosophie mit Peer review, die quartalsweise bei Wiley-Blackwell erscheint. Sie wurde im Jahr 1967 durch Hector-Neri Castañeda begründet und wird von Ernest Sosa herausgegeben. Ergänzend zur Zeitschrift erscheinen jährlich zwei thematische Ergänzungsbände, die Philosophical Issues und die Philosophical Perspectives.